# Tigrigobius dilepis
Tigrigobius dilepis és una espècie de peix de la família dels gòbids i de l'ordre dels perciformes.